# Viktor Schauberger
Viktor Schauberger (Schwarzenberg am Böhmerwald, 30 giugno 1885 – Linz, 25 settembre 1958) è stato un naturalista e scienziato austriaco.

Esempio di un brevetto depositato da Schauberger

Schauberger viene considerato un teorico sull'implosione, ovvero di teorie basate su vortici fluidici e dei movimenti nella natura. Egli ha ideato attuatori per aerei, navi, turbine silenziose, tubi auto-pulenti ed attrezzature per la pulizia e la cosiddetta "raffinatezza" di acqua per creare acqua di sorgente, che ha utilizzato come rimedio.
Le sue teorie non hanno mai trovato riscontro in ambito scientifico e conseguentemente non sono mai state accettate dalla comunità scientifica. Tuttavia, il lavoro di Schauberger rimane una fonte d'ispirazione per molte persone nel movimento ambientalista per le sue osservazioni della natura.

## Biografia

### I primi anni
Viktor Schauberger nacque a Holzschlag, una frazione del comune austriaco di Alland. Divenne guardia forestale e iniziò ad essere affascinato dal mondo naturale, in modo particolare dal flusso delle acque che scorrevano lungo i fiumi e ruscelli. Ciò lo incuriosì a tal punto che iniziò a porsi delle domande studiando la trota nel suo habitat naturale. 
Nel 1922 Schauberger progettò e fece costruire canali artificiali che ridussero i costi per il trasporto legname a un decimo del costo precedente e permisero di trasportare legname di peso specifico maggiore, come il faggio e abete. Nel 1924, Viktor Schauberger divenne consulente del Consiglio pubblico per i canali artificiali per lo stato austriaco. Iniziò la costruzione di tre impianti di grandi dimensioni in Austria. Nel 1926 si dedicò alle ricerche presso un impianto di flottazione del legname presso Neuberg an der Mürz in Stiria. Nel 1929 Schauberger presentò i suoi primi brevetti nei settori dell'ingegneria delle acque e delle costruzioni di turbine. Schauberger condusse ricerche su come generare artificialmente un movimento centripeto in vari tipi di macchine. Egli ha proposto un modo di utilizzare l'energia idroelettrica su una turbina per jet.

### Seconda guerra mondiale

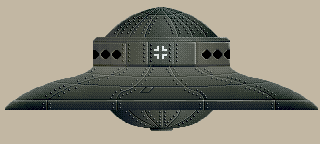
Un ipotetico disco volante nazista, dove avrebbe potuto essere utilizzato il motore ad implosione ideato da Schauberger

Si afferma che nel 1934 Viktor incontrò Adolf Hitler, con cui avrebbe discusso dei principi fondamentali dell'ingegneria, dell'agricoltura, della silvicoltura e dell'acqua.
Nel 1941 viene ricoverato nell'ospedale psichiatrico a Mauer-Öhling. Ad Augusta, Schauberger ha lavorato con Messerschmitt sui sistemi di raffreddamento dei motori ed era in corrispondenza con il designer Heinkel sui motori degli aerei. Durante il suo internamento egli doveva progettare, con l'aiuto di altri prigionieri idonei (ovvero o ingegneri o tecnici) un nuovo tipo di propulsione per i sottomarini.
Nel 1944, Schauberger ha continuato a sviluppare la sua macchina a repulsione presso il Collegio Tecnico di Ingegneria Rosenhügel a Vienna, dove nel maggio 1945 riuscì a produrne un prototipo.
Nel 1945 Schauberger iniziò a lavorare al suo "Klimator", la cui funzione era di raffreddare e riscaldare l'aria in ambienti domestici.

### Nel dopoguerra
Alla fine della guerra Schauberger fu arrestato da agenti dei servizi segreti degli Stati Uniti d'America, e venne tenuto in custodia per 9 mesi. Gli confiscarono tutti i suoi documenti e prototipi, e lo interrogarono per determinare le sue attività durante la guerra.
Una volta libero Schauberger continuò il suo lavoro, portando alla produzione alcuni dei suoi progetti basati sul flusso dell'acqua.
Nel 1952, presso l'Università di Stoccarda, Schauberger affermò che i test furono effettuati dal Professor Franz Popel, a nome del governo della Germania occidentale, per validare le sue idee basate sul concetto del flusso dell'acqua. Le prove furono quindi eseguite su tubi in rame appositamente progettati da Schauberger, che avevano una forma conica, a spirale e rigata, con cui apparentemente le sue idee ebbero una conferma.
Nel 1958 Schauberger fu avvicinato da Karl Gerchsheimer e Robert Donner, due rappresentanti americani, con l'invito ad andare a Red River in Texas per continuare la sua attività di ricerca e sviluppo. Lì Schauberger trascorse tre mesi durante l'estate, scrivendo molti articoli e disegnando alcuni schizzi. Dopodiché decise di tornare in Europa, ma dovette firmare carte che lo obbligarono a lasciare in America tutti i suoi progetti e lavori. Tornò in Austria con suo figlio e morì a Linz il 25 settembre 1958, 5 giorni dopo essere ritornato in patria.

## Creazioni

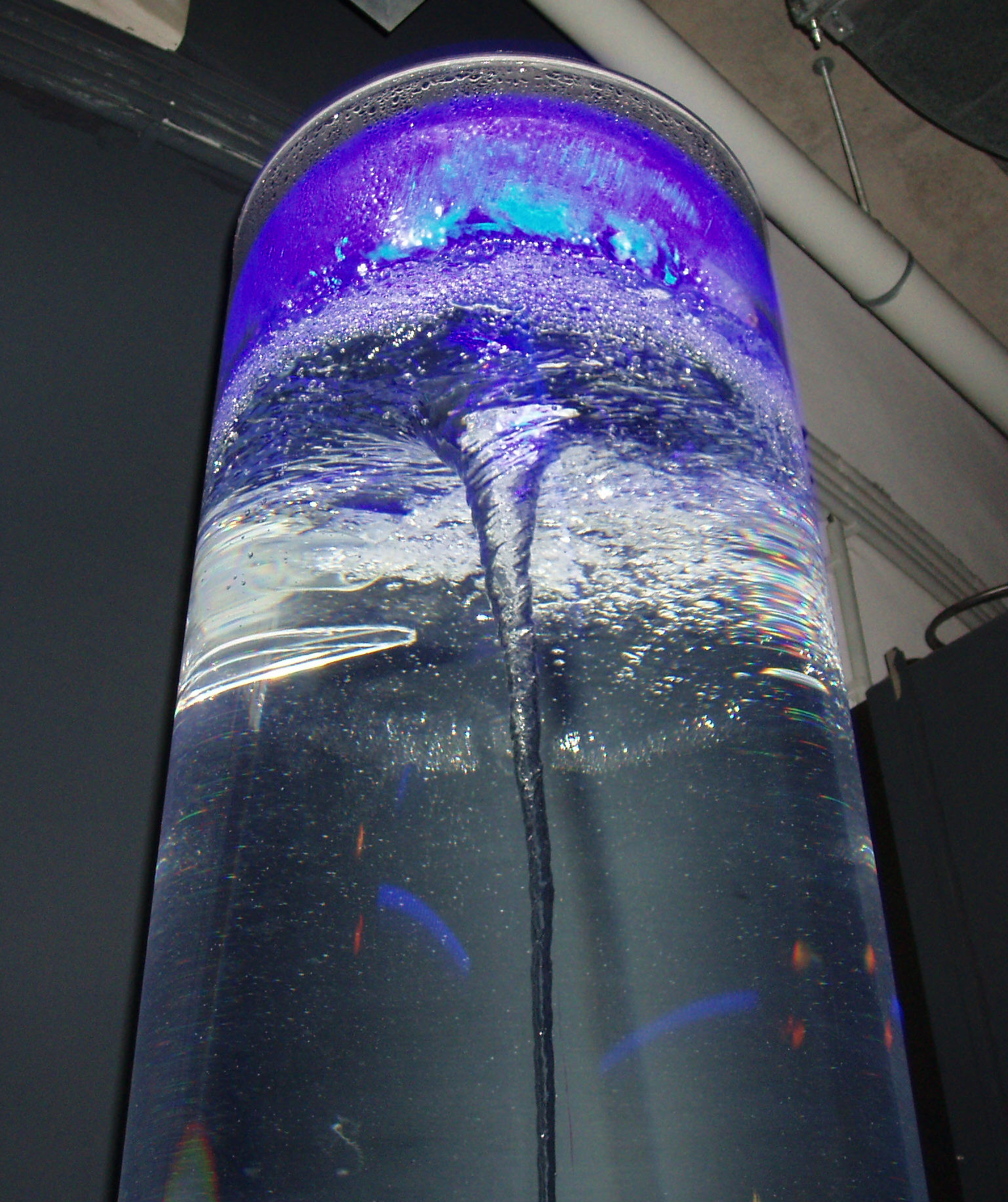
Esempio di vortice concentrico

Le maggiori creazioni di Shauberger partirono dall'osservazione delle trote che scorrono nei torrenti montani e dal trasporto del legno lungo i fiumi, da dove ha concluso che la natura ha delle perfette forze motrici di cui l'umanità non era a conoscenza. Egli ha affermato che l'isolazione di tali forze e dei vortici concentrici possono essere potenzialmente utili.
Il suo "dispositivo a repulsione" che ha costruito per essere utilizzato come un dispositivo di trasporto o per la produzione di energia, fu esaminato durante gli anni della seconda guerra mondiale per verificare se il suo utilizzo potesse rientrare nel progetto nazista delle Wunderwaffe. Il presunto utilizzo della sua invenzione per la produzione di energia per il moto perpetuo sarebbe però in contraddizione con i principi della termodinamica.

## Controversie
Schauberger e le sue opere sono diventate parte di una teoria del complotto sostenendo che egli avrebbe inventato un dispositivo per il moto perpetuo, ovvero per un'energia libera, e che tutto ciò fu nascosto da parte del governo degli Stati Uniti. Schauberger però non ha mai affermato di aver inventato macchine per il moto perpetuo, ha invece dichiarato di aver usato il potere naturale della Terra.
A causa di problemi nella traduzione dal tedesco all'inglese, una serie di saggi e pubblicazioni sono in un inglese stentato. Nella rivista Implosion, una rivista pubblicata dalla famiglia di Schauberger, egli ha detto che gli ingegneri aeronautici e navali avevano erroneamente progettato l'elica. Mentre la progettazione di un'elica potrebbe risultare soggettiva, la massima efficienza di un'elica può essere valutata. A titolo di confronto, il più veloce aereo ad elica fu il Tupolev Tu-114 con una velocità massima di 871km/h (242m/s, al di sotto dei 331,2m/s della velocità del suono), ma un motore a reazione con aspirazione e forze interne di compressione può rompere il muro del suono.
Non tutto ciò che è soggetto alla resistenza dell'aria o dell'acqua subisce un aumento della resistenza con il quadrato della velocità. Ad esempio, le ali di alcuni insetti contano su turbolenza creata da un colpo d'ala precedente per aumentare l'efficienza della corsa, e quindi diminuire la resistenza e consumare meno energia.

## Pubblicazioni
- Unsere sinnlose Arbeit – die Quelle der Weltkrise. 2 Teile. Krystall, Wien 1933/34; Schauberger, Wien 2001, ISBN 3-902262-00-1
- Die zykloide Spiralraumkurve. Salzburg 1948
- Die geniale Bewegungskraft. Physikalische Grundlagen der Biotechnik. Bearbeitet und hrsg. v. Aloys Kokaly. Selbstverlag (Kokaly), Neviges 1960
- Das Wesen des Wassers. Originaltexte. AT, Baden 2006, ISBN 3-03800-272-0

## Film
Nel 1929 il film in lingua tedesca Tragendes Wasser documentava il funzionamento del trasporto fluviale di legname presso Neuberg an der Mürz in Mürztal (Austria).
In lingua inglese sono invece stati girati tre documentari sulla vita e i progetti di Viktor Schauberger:
- Nature Was My Teacher - Borderland Science Research Foundation - narrato da Tom Brown (1993)
- Sacred Living Geometries - narrato da Callum Coats (1995)
- Extraordinary Nature of Water - narrato da Callum Coats (2000)